# Reginald Dyer
Reginald Edward Harry Dyer, né le 9 octobre 1864 à Murree, en Inde, et mort le 23 juillet 1927 à Long Ashton en Angleterre, est un militaire britannique de l'armée du Bengale puis de l'armée indienne britannique. Il est surtout connu pour son rôle dans le massacre d'Amritsar, en avril 1919, où il ordonna à ses troupes de tirer sur une foule de badauds pacifiques, faisant au moins 379 morts et plusieurs centaines de blessés.
Dyer fut relevé de ses fonctions à la suite de cet événement, qui suscita un émoi considérable en Inde et en Angleterre même si bon nombre de partisans du Raj britannique l'acclamèrent en héros. Le massacre d'Amritsar dont il fut le déclencheur est souvent considéré comme une étape importante dans la fin de la présence britannique en Inde.

## Biographie

### Jeunesse
Reginald Dyer naquit le 9 octobre 1864 à Murree, dans la province indienne du Pendjab (aujourd'hui au Pakistan). Il était le fils d'Edward Abraham Dyer, un brasseur propriétaire de la Murree Brewery, et de Mary Passmore,. Son enfance se déroula à Murree, où il fut scolarisé au Lawrence College Ghora Gali, et Shimla où il intégra la Bishop Cotton School. Il étudia ensuite au Middleton College dans le comté de Cork, en Irlande, entre 1875 et 1881,,.

### Carrière militaire
Fraîchement diplômé de l'Académie royale militaire de Sandhurst, Dyer fut incorporé comme lieutenant au régiment royal de la Reine en 1885. Il rejoignit une unité de l'armée indienne avec son grade en 1887. Il fut successivement promu aux grades de capitaine en 1896, d'adjudant-général en 1901 et de lieutenant-colonel en 1910. 

### Massacre d'Amritsar
Le 13 avril 1919, à Amritsar, des civils, hommes, femmes et enfants, se rassemblèrent dans le jardin Jallianwalla Bagh pour participer aux célébrations annuelles du Baisakhi, un festival religieux et culturel. La plupart de ces personnes n'habitaient pas en ville et n'avaient donc vraisemblablement pas conscience des restrictions imposées par la loi martiale. D'une superficie de deux ou trois hectares, le jardin était entouré de murs comportant cinq points d'accès, dont quatre étaient particulièrement étroits tandis que le cinquième était bloqué par les soldats britanniques et deux automitrailleuses. 
Alors que la foule était en train d'écouter le discours du propriétaire du journal Waqt, qui condamnait l'attitude des autorités britanniques à Amritsar, Dyer fit déployer ses hommes dans le jardin. Le commandant britannique disposait de 50 soldats, parmi lesquels 25 Gurkhas du 1er bataillon du 9e régiment de tirailleurs gurkhas et 25 Pathans et Baluch du 54e régiment sikh et du 59e régiment de tirailleurs sindh, équipés de fusils Lee-Enfield. Malgré des appels au calme, la panique gagna l'auditoire et Dyer ordonna d'ouvrir le feu. La fusillade dura entre dix et quinze minutes, jusqu'à l'épuisement quasi complet des munitions.

### Dernières années
En 1919, un mois environ après le massacre d'Amritsar, Dyer participa à la troisième guerre anglo-afghane. Sa brigade releva la garnison de Thal, ce qui lui valut une citation à l'ordre de l'armée. La même année, il fut en poste pendant quelques mois avec la 5e brigade à Jamrud.
Il quitta l'armée le 17 juillet 1920 avec le grade de colonel.
Dans les dernières années de sa vie, il fut victime de plusieurs accidents vasculaires cérébraux qui le laissèrent paralysé et incapable d'élever la voix. Il succomba à une hémorragie cérébrale et à une artériosclérose le 23 juillet 1927. Sur son lit de mort, Dyer déclara : 

« Bien des gens qui savent ce qui s'est passé à Amritsar ont dit que j'ai bien agi… mais bien d'autres encore affirment le contraire. Je ne désire qu'une chose, mourir, et savoir de la bouche de mon Créateur si j'ai agi en bien ou en mal. »

Le Morning Post, un quotidien conservateur, lui consacra un article intitulé « L'homme qui a sauvé l'Inde » et « Il a fait son devoir ». La Westminster Gazette, journal progressiste, était cependant d'un avis contraire : « aucune action britannique, dans toute notre histoire en Inde, n'a autant altéré la confiance des Indiens en la justice britannique que le massacre d'Amritsar ».

## Dans la culture populaire
Le général Dyer est interprété au cinéma par l'acteur Edward Fox dans le film Ghandi, sorti en 1982.